# Lamspringe
Lamspringe este o comună din landul Saxonia Inferioară, Germania.

## Monumente
- Mănăstirea Lamspringe⁠(de)[traduceți], populată cu benedictini aflați în exil după desființarea mănăstirilor din Anglia în secolul al XVI-lea.